# Robert H. Crabtree
Pour les articles homonymes, voir Crabtree.
Robert Howard Crabtree, né le 17 avril 1948 à Londres, est un chimiste britannique, naturalisé américain. Il est actuellement professeur de chimie à l'Université Yale aux États-Unis

## Carrière
Robert H. Crabtree a étudié au Brighton College de 1959 à 1966. Il obtient son B.A. au New Collège d'Oxford en 1970, étudiant auprès de Malcolm Green. Il obtient son Ph.D. à l'Université du Sussex en 1973, étudiant auprès de Joseph Chatt. Il devient chercheur postdoctoral auprès de Hugh Felkin à l'Institut de chimie des substances naturelles à Gif-sur-Yvette en région parisienne. Il est post-doc de (1973-1975) puis attaché de recherche de 1975 à 1977. Il devient finalement chargé de recherche.
En 1977, Crabtree devient professeur assistant en chimie inorganique à l'Université Yale. Il devient associate professor de 1982-1985, puis professeur titulaire à partir de 1985, poste qu'il occupe toujours.

## Prix et distinctions
- nommé Fellow de l'Alfred P. Sloan Foundation (1981)
- nommé Dreyfus Teacher-Scholar (1982)
- reçoit la Corday-Morgan Medalde la Royal Society of Chemistry (1984)
- présente une série d'Esso Lectureship (Toronto) (1986)
- nommé Albright and Wilson Visiting Professor à l'Université de Warwick (1986)
- nommé au comité de rédaction de Chemical Reviews (1990)
- reçoit l'Organometallic Chemistry Prize de l'American Chemical Society (1991)
- nommé Vice Chair of Organometallic Subdivision de l'ACS (1991)
- nommé Chair of Organometallic Subdivision de l'ACS (1992)
- reçoit l'Organometallic Chemistry Prize de l'ACS (1993)
- reçoit le Mack Award de l'Ohio State University (1994)
- nommé H.C. Brown Lecturer de la Purdue University (1996)
- nommé Vice Chair of Inorganic Chemistry Division de l'ACS (1997)
- nommé Chair of Inorganic Chemistry Division de l'ACS (1998)
- nommé Dow Lecturer à l'Université d'Ottawa (1999)
- reçoit l'ISI Highly Cited Author Award (2000)
- reçoit la Bailar Medal à l'Université de l'Illinois (2001)
- présente une conférence Organometallic à l'Université de Richmond (2003)[2]
- nommé Dow Lecturer à Berkeley (2004)
- présente une conférence, Williams Lecture à l'Université d'Oxford (2004)
- présente une conférence, Sabatier Lecture à l'Université de Toulouse (2006)
- présente une conférence, Brewster Lecture à l'Université d'État du Kansas (2006)
- reçoit la Karcher Medal à l'Oklahoma State University–Stillwater (2007)
- présente une conférence, Pedersen Lecture à DuPont (2008)
- nommé John Osborn Lecturer à l'Université de Strasbourg (2009)
- nommé Mond Lecturer par la Royal Society of Chemistry (2009)[3]
- reçoit le Green Chemistry Award de l'ACS (2009)[4]

Crabtree set notamment connu pour son travail sur la catalyse par l'iridium des réactions d'hydrogénation, et en particulier pour la découverte du catalyseur de Crabtree.

## Rédacteur et travaux publiés
- The Organometallic Chemistry of the Transition Metals (4 éditions)  (ISBN 0-471-66256-9)
- rédacteur de la partie chimie inorganique de l'Encyclopedia of Inorganic Chemistry (1992-1994)
- Associate Editor du New Journal of Chemistry (1998-2003)
- rédacteur en chef de Comprehensive Organometallic Chemistry III (2004- )
- rédacteur en chef de l'Encyclopedia of Inorganic Chemistry (2004- )
- membre du conseil d'administration des rédacteurs régionaux de Science (2006-present)
- The Organometallic Chemistry of the Main Group Metals (2002) (coauteur)
- Chemistry of the Transition Metals (2009)
- Handbook of Green Chemistry - Green Catalysis (2009) (coauteur)